# ブランカ・デ・ボルボーン (1868-1949)
ブランカ・デ・ボルボン・イ・ボルボン＝パルマ（スペイン語: Blanca de Borbón y Borbón-Parma, 1868年9月7日 - 1949年10月25日）は、スペインのカルリスタ王位請求者であるマドリード公カルロス・マリアの長女。
1936年に叔父サン・ハイメ公アルフォンソ・カルロスが死去してカルリスタの正統が絶えると、カルリスタの一派カルロクタビスタはブランカの直系をカルリスタ王統の新たな正統に推し、彼女の末息子カール・ピウスを次の王位請求者として支持した。

## 生涯
マドリード公カルロス・マリアと、その最初の妻でパルマ公カルロ3世の娘であるマルゲリータの間の第1子、長女として生まれた。全名はブランカ・デ・カスティーリャ・マリア・デ・ラ・コンセプション・テレサ・フランシスカ・デ・アシス・マルガリータ・フアナ・ベアトリス・カルロータ・ルイサ・フェルナンダ・アデルグンダ・エルビラ・イルデフォンサ・レヒーナ・ホセファ・ミカエラ・ガブリエラ・ラファエラーデ・デ・ボルボン・イ・ボルボン＝パルマ（Blanca de Castilla Maria de la Concepción Teresa Francisca de Asis Margarita Juana Beatriz Carlota Luisa Fernanda Adelgunda Elvira Idelfonsa Regina Josefa Micaela Gabriela Rafaelade de Borbón y Borbón-Parma）である。

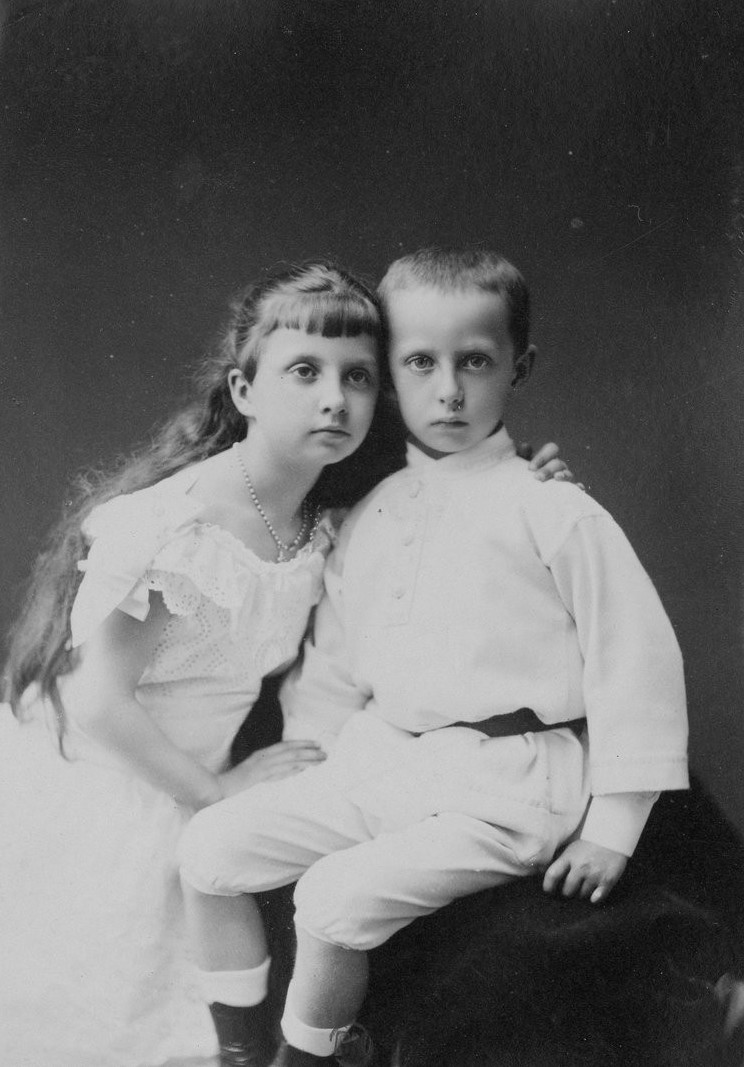
子どもの頃のブランカと弟ハイメ（1878年撮影）

父が1872年に第三次カルリスタ戦争を開始した関係で、ブランカは出生したオーストリアを離れ、1875年、スペイン北端の小都市エリソンドに父が開いた宮廷に移った。父が戦争に敗退すると、一家はパリ・パッシー地区に移ったが、1881年にはカルリスタの政治活動が危険視され、フランス国外に退去させられた。これを機に両親が別居したため、ブランカと弟妹は父の住むヴェネツィアの宮殿と、ヴィアレッジョの母の屋敷を行き来しながら育った。
第三次カルリスタ戦争末期には、ブランカとスペイン王アルフォンソ12世を結婚させて、スペイン王室とカルリスタ王統を和解させる構想が持ち上がっていた。この構想は王の母親であるイサベル2世元女王を中心にスペイン王室内で進められていたが、アルフォンソ12世本人は不承知で、1876年には家族の反対を押し切って従妹のメルセデス王女との婚約を発表した。そして若い王の純愛に心動かされたスペイン国民の応援を得て、1878年にメルセデスとの結婚式を挙げた（もっとも、新王妃は半年後に急死した）。

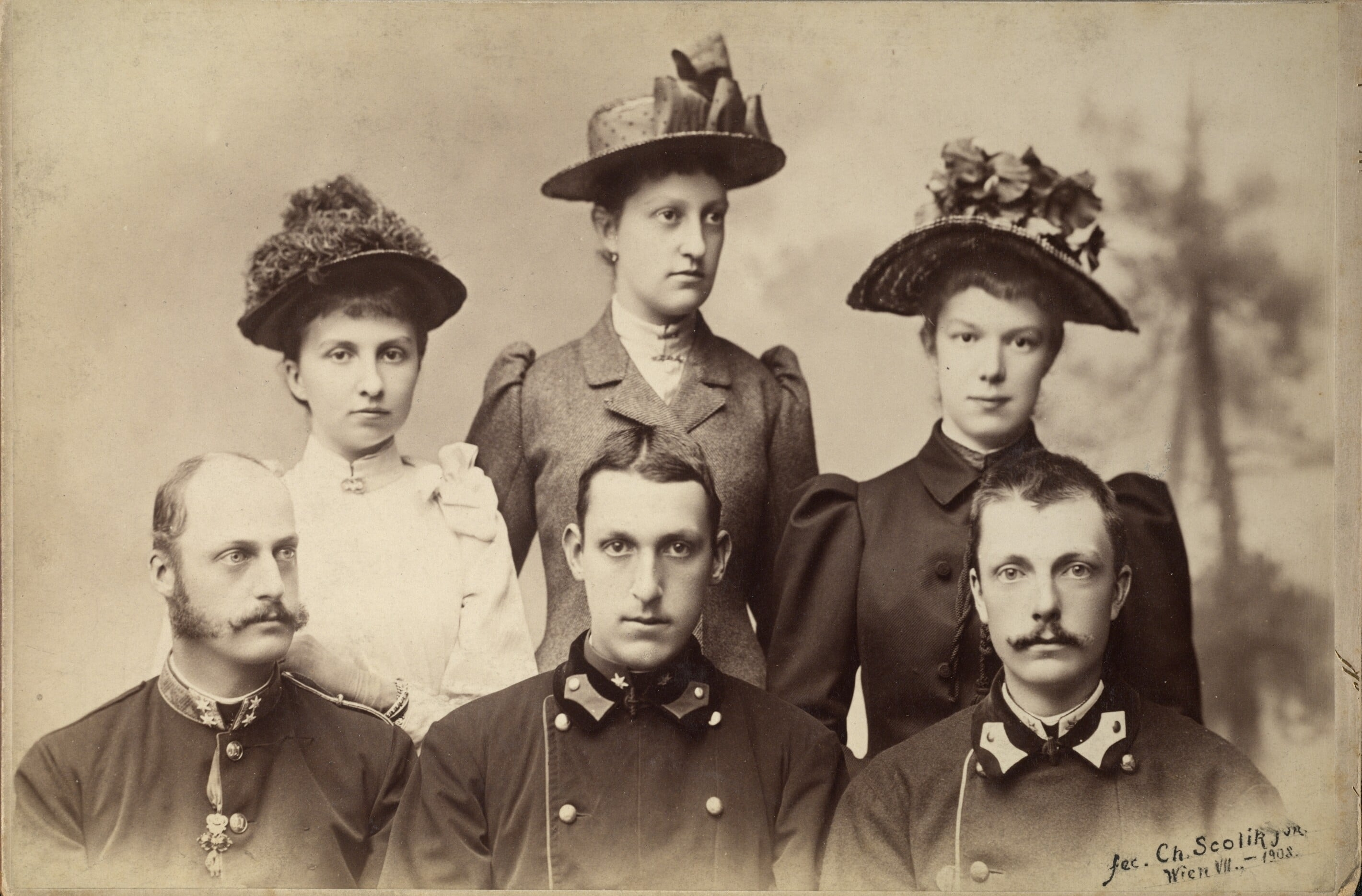
ハプスブルク＝トスカーナ家の成員の写真。後列左からブランカ、マリア・テレジア（レオポルト・ザルヴァトールの姉）、マリー・ヴァレリー（フランツ・ザルヴァトールの妃）、前列左からレオポルト・ザルヴァトール、その弟アルブレヒト・ザルヴァトールとフランツ・ザルヴァトール（1896年撮影）

1889年10月24日にフロースドルフ城で、オーストリア帝室の分枝の1つハプスブルク＝トスカーナ家のレオポルト・ザルヴァトール大公と結婚した。ブランカの母の弟妹たちがいずれも夫の父母のきょうだいと結婚しており、2人の間には強い縁戚関係があった。夫との間に5男5女、計10人の子女をもうけている。大公夫妻はウィーンのパレ・トスカーナを本邸とし、夫レオポルトが相続したヴィルヘルミーネンベルク城や、ブランカが母から相続したヴィアレッジョの屋敷を転々としながら暮らした。
1918/1919年に第1次世界大戦の敗戦に伴ってオーストリア＝ハンガリー（二重帝国）が崩壊すると、ブランカとその家族は皇族の身分と資産を失った。オーストリア第1共和国の市民となった長男と次男を除いて、一家は共和国に忠誠を誓うことを拒み、出国を望んだが、旧敵国のフランスやイタリアに移ることは不可能だった。このため、ブランカは弟のマドリード公ハイメの王位請求運動を支持しないことを条件に、スペイン王アルフォンソ13世の許しを得て、家族を連れてバルセロナに移住し、1922年にスペイン国籍を取得した。夫とは1931年に死別した。
ブランカはオーストリア出国以前に比べると非常につましい生活を余儀なくされた。収入はヴィアレッジョに所有するブドウ農園がら上がる地代と、カタルーニャ地方のカルリスタから提供される少額の年金があるだけだった。1936年にスペイン内戦が勃発すると、ブランカは同居する3人の子供を連れてウィーンに戻り、旧宅パレ・トスカーナの3室を借りて暮らした。1938年にアンシュルスによってオーストリアがナチス政権の施政下に入ると、ブランカは長女と末息子を連れてヴィアレッジョの屋敷に移った。
1943年以降、末息子カール・ピウスがカルリスタ勢力の一部の支持を受けて、スペインでの王位請求運動を本格化させた。
ブランカは1949年にイタリアのトスカーナ州ヴィアレッジョで亡くなった。81歳だった。

## 子女
- ドローレス（1891–1974）

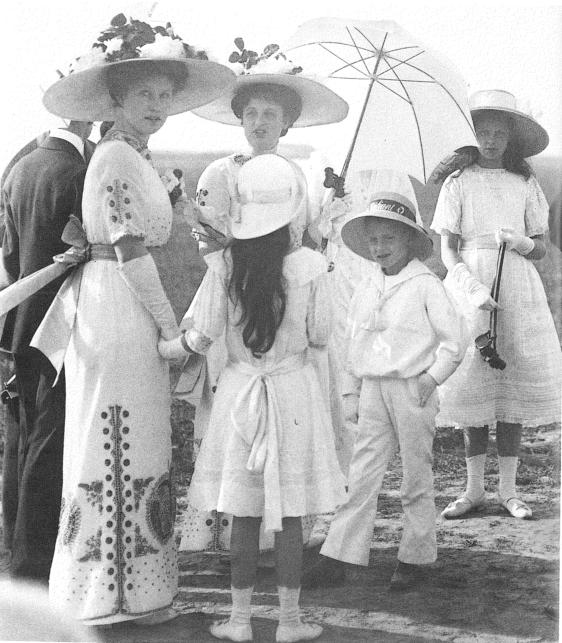
航空ショーを見物するために、アスペルン飛行場（1912年完成）を訪れたブランカの子供たち

- マリア・インマクラータ（1892–1971） - 1932年、イニーゴ・ネーリ・セルネーリと結婚
- マルガレータ（1894–1986） - 1937年、フランチェスコ・マリーア・タリアーニ・ディ・マルキオ侯爵と結婚
- ライナー（1895–1930）
- レオポルト（1897–1958） - 1919年にダグマール・ニコリッチ＝ポドリンスカ男爵令嬢と結婚（1931年離婚）、1932年にアリス・コバーンと結婚
- マリア・アントニア（1899–1977） - 1924年にラモン・オルランディス・イ・ビジャロンガと結婚、1942年にルイス・ペレス・スクレと再婚
- アントン（1901–1987） - 1931年にルーマニア王女イレアナと結婚（1954年離婚）
- アスンタ（1902–1993） - 1939年にユゼフ・ホープフィンガーと結婚（1950年離婚）
- フランツ・ヨーゼフ（1905–1975） - 1937年にマリア・アロイジア・バウマーと結婚（同年離婚）、1962年にマリア・エレーナ・ゾイニッヒと再婚
- カール・ピウス（1909–1953） - 1938年にクリスタ・ザツゲル・デ・バルバニョスと結婚